# Louis Keppard
Louis Keppard (New Orleans, 2 februari 1888 - aldaar, 18 februari 1986) was een Amerikaanse jazzgitarist en -tubaïst. Hij was de broer van Freddie Keppard.
Louis speelde in de Cherry Blossom Band en leidde zijn eigen groep, de Magnolia Band, waarin o.m. King Oliver en Honore Dutrey speelden. Hij speelde bij Papa Celestin's Tuxedo Brass Band, Manuel Perez en (met zijn broer) in Olympia Orchestra. In 1917 woonde hij kort in Chicago. Vanaf de jaren 20 tot in de jaren 50 speelde hij in New Orleans als althoornist in brassbands als de Gibson Brass Band en de Young Excelsior Brass Band. Met zijn 'shuffle rhythms' beïnvloedde hij Danny Barker. Hij nam in 1949 op met Wooden Joe Nicholas. Begin jaren 60 stopte hij ermee.